# سامي المقدم
سامي المقدم (5 يوليو 1982)، كاتب تونسي من مواليد المنزه بتونس. وهو خبير محاسبات في شركة خاصة. وصاحب دار النشر بوب ليبريس. ترشحت روايته Le secret des Barcides إلى القائمة النهائية المختارة لجائزة أورنج للكتاب في أفريقيا عام 2019.

## السيرة الشخصية
درس سامي المقدم في معهد الدراسات التجارية العليا بقرطاج ثم شغل منصب مدير في شركة خاصة. في عام 2017، تزوج من الطبيبة البوكتيوبية سنية باهي في حفلة خاصة في مكتبة بالمرسى.

## المؤلفات

### باللغة الفرنسية
- 2013: La Cité écarlate (بالعربية: المدينة القرمزية)، دار بوب ليبريس للنشر.[6]
- 2014: Dix-Neuf (بالعربية: تسعة عشر) (ثلاثية قرطاج)، حصلت على جائزة الاكتشاف من الجوائز الأدبية الكومار الذهبي.
- 2017: Le Sang des anges (بالعربية: دم الملائكة) (ثلاثية قرطاج)
- 2020: Le Secret des Barcides (بالعربية: سر البرقيين) (ثلاثية قرطاج)

### باللغة العربية
- مقبرة الفراشات، 2019.[7][8]
- سادة العالم، دار النشر بوب ليبريس (سلسلة العقد الأسود)، 111 صفحة، (ردمك 9789938883299)، 2021.[9]
- المصيدة، دار النشر بوب ليبريس (سلسلة العقد الأسود)، 122 صفحة، (ردمك 9789938883336)، 2021.[10]
- رقعة الشطرنج، دار النشر بوب ليبريس (سلسلة العقد الأسود)، 106 صفحة، (ردمك 9789938883398)، 2021.[11]

## الجوائز
في عام 2015، حصل مقدم على جائزة الاكتشاف من الجوائز الأدبية الكومار الذهبي لروايته الأولى من ثلاثية قرطاج. في عام 2020، حصل على جائزة لجنة التحكيم الخاصة من الجوائز الأدبية الكومار الذهبية عن روايته Le Secret des Barcides.